# かぎしっぽ
かぎしっぽとは、
1. 主にネコの尾の形態で、ねじれたり、曲がったりしている尾のこと。
2. かつて活動していた女性お笑いコンビ。本項で記述。

かぎしっぽ は、さち と れおてぃ の2人で構成されていたお笑いコンビ。2012年12月に結成、2024年12月8日に解散。所属事務所はケイダッシュステージ。

## メンバー

### さち
- さち（1986年12月15日（38歳） - ）
ツッコミ担当。
本名・小田島沙知（おだじま さち）
埼玉県所沢市出身。
身長158cm、血液型A型。
実家は泌尿器科の医者[1]で、“良家のお嬢様”の育ちを自称[2]。
所沢市立並木小学校卒業[2] → 聖望学園高等学校卒業[3][2] → 東京電機大学卒業[4]、大学では情報科学専攻[2]。
小学生の頃から山田花子、久本雅美らに憧れていた。大学の文化祭でお笑いライブを企画し、そのライブで前座として沢尻エリカの物真似をして、この時にお笑い芸人になることを確信したという。就職活動もして内定ももらっていたが辞退し、大学在学中の2008年10月にワタナベコメディスクールに9期生として入学（2009年9月卒業）[2]。
2008年10月にピン芸人「空豆さち」としてデビュー[5]。2009年8月に男女コンビ「モンキーザヒップ」を結成、モンキーザヒップは途中からケイダッシュステージ所属となる。モンキーザヒップは2012年10月に解散[6][7]（解散の原因は、当時の相方が「ダーツのプロを目指す」という方向転換から[8]）。
趣味は邦楽ロックを聴くことで、音楽ライブ、ロック・フェスティバルなどにもよく行く。好きなアーティストはRADWIMPSなど。音楽好きが高じてPCDJも趣味で、DJとしてイベントにも出ることがある。ただ、クラブは苦手と言う[9][10]。他に趣味はボードゲーム、ボルダリング、読書[11]、麻雀、食べ歩き[9]。サバイバルゲームも、自分の銃を持っているほど好んでいる[9]。
特技はマジック[12]。鼻の穴にたくさん百円玉を詰められること[13]。
良く、顔が小池栄子似と言われたことがある[14]。
スポーツではバスケットボール（学生時代はバスケットボール部）、スノーボード[9]、野球を好む[10]。足も速く、高校生時代に50メートル走で6秒3を記録したことがある[15]。野球は小学3年生の時から始めて少年野球チームに入っており[16]、それから4年間少年野球をやっていた[17]。その後ハナイチゴ関谷友美が立ち上げた芸人女子野球部『ミラクルキッシーズ』で活動し、キャプテンを務めている[18]。
プロ野球は鳥谷敬が高校の先輩ということから、阪神が好きというところがある[3]。
テレビドラマでは日本のドラマ、韓国ドラマともハマってみていたことがあり、アメリカのドラマ『ウォーキング・デッド』等も好む。映画はホラー以外なら何でも観るという[9]。
漫画はあだち充の作品と、ONE PIECE、君に届け、俺物語!!、進撃の巨人、聲の形を好きな作品として挙げている。またアニメも好き[9]。
にゃんこスターのアンゴラ村長に似ていることを自称。アンゴラの物真似もやったことがある[19][20]。
2021年12月29日に入籍したことを発表。婚姻届の証人はトム・ブラウンがなった[21]。
車いすバスケットボール選手で2020年東京パラリンピック日本代表選手の小田島理恵はいとこ[22]。

#### ボクシング選手として
- ボクシングも始めており、2019年2月にボクシングジム「FLARE山上ジム」に入門して通い[23][24]、プロボクサーを目指したトレーニングをしている[25]。入門のきっかけは友人に誘われたのとジムの代表らに勧められたこと、そして映画『百円の恋』の安藤サクラ演じる主人公と自分とが「リンクした」ことだったという[23]。2020年12月9日に後楽園ホールで行われたボクシング東京地区C級女子のプロテストに合格し、ボクサーライセンスのC級を取得、プロボクサーとなる[26][27]。以降、手首を痛めないために草野球チームは辞退している[28]。
- 2021年11月2日、FLARE山上ジム所属のリングネームかぎしっぽ さちとして後楽園ホールにて女子ミニマム級4回戦 vs玉川夏希（花形）戦でプロボクサーデビュー[29][30]。デビュー戦は1ラウンド1分50秒でTKO勝ち、初勝利を収めた[31]。
- プロ2戦目となった2022年2月25日はアトム級に変更し、後楽園ホールにて女子アトム級4回戦、vs川口まな（パンチアウト）戦。2ラウンド28秒で、2戦連続のTKO勝ちを収めた[32]。3戦目の2022年11月28日の女子アトム級4回戦（後楽園ホール）、vs中野真由美（中野サイトウ）戦では、3ラウンド1分5秒TKOで敗れ、初黒星を喫した[33]。

戦績
- 4戦 2勝 (2KO) 2敗

| 戦           | 日付           | 勝敗 | 時間    | 内容    | 対戦相手                   | 国籍 | 備考                       |
| ------------ | -------------- | ---- | ------- | ------- | -------------------------- | ---- | -------------------------- |
| 1            | 2021年11月2日  | ☆    | 1R 1:50 | TKO     | 玉川夏希（花形）           | 日本 | プロデビュー戦、ミニマム級 |
| 2            | 2022年2月25日  | ☆    | 2R 0:28 | TKO     | 川口まな（パンチアウト）   | 日本 | この試合からアトム級に変更 |
| 3            | 2022年11月28日 | ★    | 3R 1:05 | TKO     | 中野真由美（中野サイトウ） | 日本 |                            |
| 4            | 2023年7月28日  | ★    | 4R      | 判定0-2 | 勝谷美雪（ワタナベ）       | 日本 |                            |
| テンプレート |                |      |         |         |                            |      |                            |

### れおてぃ
- れおてぃ（1987年8月18日（37歳） - ）
ボケ担当。
本名・本田怜麻（ほんだ れお）
東京都中野区出身。
身長165cm、血液型A型。
大原高等学院（現・大原学園高等学校）卒業[34]。高校はミュージカル科に在籍[25]。
元ダンサー。母親はプロダンサーで、3歳の時から母にダンスを仕込まれた。一年のほとんどを香港、マカオなどでの海外公演で活動していたこともあり[2][35][36]、月収も80万円だった時もあった[37]。
ダンスはモダンダンス、ジャズダンス、バレエなど何でも得意[36]。
兄はミュージシャンのホンダリョウ[38]。
かつては舞台女優としても活動していたことがあった[39]。
21歳の時にリズムネタのお笑いトリオ「アフロtheゴールドwithシスターズ」にオーディション合格を経てメンバーとして参加し、約3年6カ月このグループで活動[36]。ダンス主体のメンバーとして参加、これが初めてのお笑いの舞台となったが、徐々にお笑いの魅力に取りつかれるような形となり、これが転機となって本格的にお笑いの道に入ることとなる[2][40]。
2009年10月に男女コンビ「ペペロントンファー2」を結成。さちのコンビ・モンキーザヒップと共にケイダッシュステージに所属。ペペロントンファー2は2012年2月に解散[41]。
ダンサー時代は体重45kgほどと痩せていたが、芸人に転向してから太り、体重がダンサー時代のほぼ倍になったという。いわゆる“ぽっちゃりキャラ”としても活動している[2][37]。
猫好きで、猫を飼っており、2014年12月から飼っている猫は5匹になっている[42]。しかし、れおてぃは猫アレルギー持ちであり、家の中ではマスクが放せないという[43]。
大山のぶ代似を自称[44]（ネタのつかみにもこれを使っている）。
女神のマルシェ（日本テレビ）の企画（スペイン・イタリアロケ）において、おへそ周りのサイズを104.5cmから89.7cmに減らした[45]。
鼻でリコーダーを吹いて演奏することが特技。これは、ユニットライブ「K-girl」の企画で特訓した上で自分の特技にした[46]。
漫画で好きなのは伊藤潤二作品[47]。
「レモンティー? ミルクティー? 私の名前は、れおてぃ!」という自身オリジナルのあいさつがある[48]。
足が臭く、他が嗅いでも悶絶するほど[49]。
「ウチのガヤがすみません!」（日本テレビ）ではネコのキャラクターとメイクで出演しているため、収録終了後にメイクを落としたら誰だかわからなくなって、スタッフらが気付かずに見送りが出来なかったということがあったという[50]。
布川ひろき（トム・ブラウン）の兄と交際している[51]。
かぎしっぽ解散後は、「パチスロ演者」としてパチンコ・パチスロ業界で活動[52]。

## 略歴・概説
共にケイダッシュステージに所属し、共に2012年中に解散した元モンキーザヒップのさち、元ペペロントンファー2のれおてぃの2人によって2012年12月に結成。女子同士でコンビを組みたかったということで、ほぼ同時期に解散した同士で結成となった。
コンビ名は、れおてぃが飼っている猫のうち2匹が“かぎしっぽ”であり、曲がったしっぽに幸運を引っ掛けて来ると言う言い伝えより、縁起が良い名前がいいと思って名付けた。
2014年8月2日に初単独ライブ『初恋』（東京・新宿バティオス）を開催。
同じ事務所の先輩・オードリーがレギュラー出演している水曜日の『ヒルナンデス!』（日本テレビ）で、前説を務めている。その『ヒルナンデス!』の本編で少し映ったこともある。
2015年4月から、ニコニコ動画において『ゲーム実況』を始めた。
女芸人No.1決定戦 THE Wでは、2017年・2019年・2023年に準決勝まで進出。
2024年12月8日開催のライブ『ヒアウィーGO!! ～かぎしっぽ解散式～』（新宿バティオス）出演をもって解散。

## 芸風
ネタはコント、漫才とも行っている。結成当初の頃はコントをやることが多かったが、2016年に入ってからは、漫才を極めたいとしてほぼ漫才一本という形で行っている。漫才では、れおてぃがボケながら「でも生きてるぅ～」と言う決め台詞を発するパターン、元ダンサーのれおてぃのキャラを活かして全身を使ったネタを展開、れおてぃにツッコミ役をやらせておいて、さちがそのツッコみ方にツッコむなどのパターンがある。ネタは「でもぉ～、たーのしいー!」という台詞で締めていたことがあり、締め以外でもこの台詞を時々入れることがある。ネタは「アルバイト先の変なおじさん」など、日常の面白いことからネタを探し拾って作っている。2017年からはコントを再開。ミュージカルコントと言われるネタを展開し、この時れおてぃはミュージカル「キャッツ」を意識した、全身黒タイツで猫のメイクという格好で登場することが多い。そして、さちはスリッパでれおてぃを叩いてツッコむという振りがあり、これが「古典ツッコミ」と言われることがある。れおてぃは「全然痛くないから、いい音が出るように叩いて」とさちに要求しているということだが、さちは「（叩き続けた影響で、れおてぃの）鼻にあざが出来ていた」と話している。

## 出演

### テレビ
- 神々の勲章（フジテレビ）- 2011年11月18日　れおてぃのみ、ペペロントンファー2時代の出演
- おはスタ（テレビ東京）- 2013年9月25日
- オンバト+（NHK総合）- 2013年12月21日出場、321KB
- Gメン99（TBS）- 2014年9月9日
- 東京オーディション(仮)（TOKYO MX）- れおてぃのみ
- 〜アナタの日常に“笑い”をお届け!〜デリ芸（関西テレビ）- 2015年4月28日深夜
- 〜公開ネタ見せ番組〜 輝け!ギャラ3000円芸人!（BSスカパー!）
- 真夜中のおバカ騒ぎ!（チバテレ、TOKYO MX）- 2015年9月10日深夜／9月12日深夜
- 駆け込みドクター!運命を変える健康診断（TBS）- 2015年10月18日、さちのみVTR出演[62]
- 女神のマルシェ（日本テレビ）- 2015年11月27日、2016年1月15日、2018年4月27日
- ネクストブレイク『有田哲平の世界一オモシロい番組』（日本テレビ）- 2015年12月24日、2016年10月18日
- ピエール瀧のしょんないTV（静岡朝日テレビ）- 2016年6月30日・7月7日、さちのみ「ミラクルキッシーズ」のメンバーとして出演
- カンムリ（中国放送）- 2016年8月19日、さちのみ「ミラクルキッシーズ」のメンバーとして出演[63]
- 『ぷっ』すま（テレビ朝日）- 2016年8月26日深夜
- MATSUぼっち（フジテレビ）- 2016年11月24日深夜、さちのみ「今宵のヤバい」コーナー出演
- カイモノラボ（TBS）- 2017年4月30日以後不定期出演
- 上坂すみれのヤバい○○（TOKYO MX、BS11）- 2017年4月29日（第四回）、2017年5月6日（第五回）
- ウチのガヤがすみません!（日本テレビ）- 2017年6月20日初出演
- 水曜日のダウンタウン（TBS）- 2017年6月21日、2018年7月18日「痩せてた頃モテていたデブ 太った今でもそこそこモテる説」[64]、いずれもれおてぃのみ
- 明石家地下王国（TBS）- 2017年7月12日、れおてぃのみ
- S Rocks（TOKYO MX）-　サンロッカーズ渋谷応援芸人としてレギュラー出演
- 笑レース（フジテレビ）- 2017年11月13日
- 歌謡スペシャル「三山ひろし探検隊シリーズ」（歌謡ポップスチャンネル）- 2017年11月23日、れおてぃのみ
- ネプ&ローラの爆笑まとめ! スペシャルステージ（TBS）- 2017年12月20日
- ビートたけしの絶対見ちゃいけないTVシリーズ（TBS）
  - ビートたけしの映画・小説大ヒットなのに日本はなぜ勲章をくれないのかTV - 2017年12月28日、番組中ビートたけしへのネタ見せで合格した。
  - ビートたけし独立してマージン分ギャラ下げるからあと2回ヤラせてTV - 2018年12月26日
  - ビートたけしの公開！お笑いオーディション - 2019年12月28日
- CSテレ朝ナビ!!スペシャル（テレビ朝日）- 2018年1月5日深夜
- ブラ迷相談部 その悩み!小杉と吉田まで（東海テレビ）- 2018年2月7日
- にちようチャップリン（テレビ東京）- 2018年2月18日（この日はれおてぃのみ）
- スッキリ（日本テレビ）- 2018年3月28日「クイズッス」コーナーにて「ハマカーンのオススメ芸人」として出演しネタを披露[65]。
- バイタルTV「トーキョーミーム」（BS-TBS）- 2018年4月25日・4月26日
- ポケモンの家あつまる?（テレビ東京）- 2018年7月1日
- 世界一おもしろい海の家 ナナナマリーナで笑イーナ!（2018年・第2期）（テレビ東京）
- 目指せ!! アウトレット芸人5（千葉テレビ放送） - 2018年7月4日、2018年7月25日
- 一夜づけウェンズデー（テレビ東京） - 2018年9月12日・9月19日・9月26日
- 内村さまぁ〜ず SECOND（TOKYO MX 他） - 第300回出演
- ヤバイかスゴイか カミヒトエ!（テレビ朝日） - れおてぃのみ、特技の鼻リコーダーを披露[66]
- Dreamドライヴ お笑いネタ祭り（TOKYO MX）- 2020年1月28日（AM4:00 - 4:30）
- あの子は漫画を読まない（BS日テレ）- 2020年5月5日・5月12日・7月15日、れおてぃのみ
- 勇者ああああ（テレビ東京）- 2020年8月13日深夜
- ライオンのグータッチ（フジテレビ）- 2020年10月3日
- でんじろうのTHE実験（フジテレビ）- 2020年11月13日、オードリー春日俊彰の人間ゼリー実験の間のネタ見せ企画に出演[67]
- キャラダチミュージアム〜MoCA〜（フジテレビ）- 2020年12月27日「ゲイニンインスタレーション」コーナー出演
- ブイ子のバズっちゃいな!（テレビ朝日）- 2021年2月4日深夜、れおてぃのみ
- かまいたちのいただきハウス（テレビ朝日）- 2021年9月18日、れおてぃのみ[68]
- 一夜づけ（テレビ東京）- 2022年2月27日、「猫ちゃん大好き芸人プレゼンツ！猫自慢大会」れおてぃのみ
- 防犯カメラが捉えた!衝撃コント映像（朝日放送テレビ）- 2022年7月9日
- うちむら見える化TV（テレビ東京） -2022年7月26日、れおてぃのみ「ダイエットで体はどこから痩せるか？」の企画に出演[69]
- ぽかぽか（フジテレビ）
  - 2023年2月22日はさちのみ「ふわふわ特技さん」コーナー出演、「100円玉を8枚鼻の中に入れられる」特技を披露[70]。
  - 2023年3月1日はれおてぃのみ同じく「ふわふわ特技さん」コーナー出演、ソプラノとアルトのリコーダー2本を鼻で吹いて『紅蓮華』『前前前世』などのメドレーを奏でる特技を披露[71]。

### ラジオ
- 生メールpresents柿原と流田のラジオ+（ふうちん）（超!A&G+）
- 土屋礼央 レオなるど（ニッポン放送）- 2017年10月30日
- Dreamドライヴ（レインボータウンエフエム放送） - 2019年6月からみっちー、ちょーちんあんこーと共に火曜レギュラー（2019年5月27日の当番組内の「お笑い選手権」コーナーで優勝したことによるもの[72]）

### インターネット
- セガなま 〜セガゲームクリエイター名越稔洋の生でカンパイ〜（ニコニコ生放送）- 2014年8月25日
- バラエティ開拓バラエティ 日村がゆく（2019年7月3日、AbemaTV）- リコーダー1グランプリ。リコーダーネタを披露したのはれおてぃだが、さちが優勝。

### CM
- カーオクサポート （ギャル篇　2017年4月 - 6月 ） ※さちのみ

### PV
- 下舘夏希『ぐるぐるまわって』[73]

### 舞台
- boku-makuhari05「突端の妖女」（2006年1月9日～1月22日、名曲喫茶ヴィオロン　れおてぃのみ）
- 演劇集団　東京ジェームスマリリン社　第3回公演「33億のタカラモノ」（2014年5月30日～6月8日、スタジオこるれ　れおてぃのみ）
- The FAT（2018年5月22日～5月27日、東京・池袋シアターグリーン 山添ヒロユキ監督作品） - れおてぃ：本間玲奈（レオ）役、さち：田中好子（スー）役[74]

### ライブ
単独ライブ
- 初恋（第一回単独ライブ、2014年8月2日、東京・新宿バティオス）
- 告白（第二回単独ライブ、2015年8月1日、東京・新宿バティオス）
- 寿司が泣いています（第三回単独ライブ、2021年7月18日、東京・新宿バティオス（二回公演[75]）／2021年8月7日、宇都宮・Round87[76]）
- ラブ＆パンチ!!（第四回単独ライブ、2022年8月12日、東京・新宿バティオス／2022年8月27日、宇都宮・Round87[77]）
- かぎしっぽのはなしっぽ（第1回＝2013年5月24日[78]　以降定期的に開催）

ユニットライブ
- K-girl（同じ事務所所属の女性コンビ・ハルカラとのユニットライブ　第1回は2013年12月23日[79]、最終回は2016年12月11日[80]）
- だいじょうぶ3組（こじらせハスキー、うみのいえとのユニットライブ　第1回は2016年5月11日[81]、最終回は2017年4月14日[82]）
- かぎしっぽとまとばゆうのミュージカルネタライブ（第1回は2017年11月2日、東京・新宿バッシュにて[83]）
- ヒアウィーGO!!（同じ事務所所属のジャガモンド、トキヨアキイ、マスオチョップとのユニットライブ　第1回は2024年2月4日[84]、2024年12月8日の第9回まで出演）

## 掲載
- 夕刊フジ（2014年7月24日、「今週の御推笑」）
- 埼玉新聞（2014年9月25日、10面「お笑いコンビ『かぎしっぽ』のふるさと 2人の夢、うまれたのはどこですか?」）
- 埼玉新聞（2015年2月27日、12面「たまふぁんSwitchプロジェクト かぎしっぽスペシャルインタビュー」）
- 月刊エンタメ 2015年8月号（徳間書店）p.50「かわいすぎる女芸人神7」